# Epilobium glaberrimum
Epilobium glaberrimum är en dunörtsväxtart som beskrevs av William Barbey. Epilobium glaberrimum ingår i släktet dunörter, och familjen dunörtsväxter.

## Underarter
Arten delas in i följande underarter:
- E. g. fastigiatum
- E. g. glaberrimum

## Bildgalleri

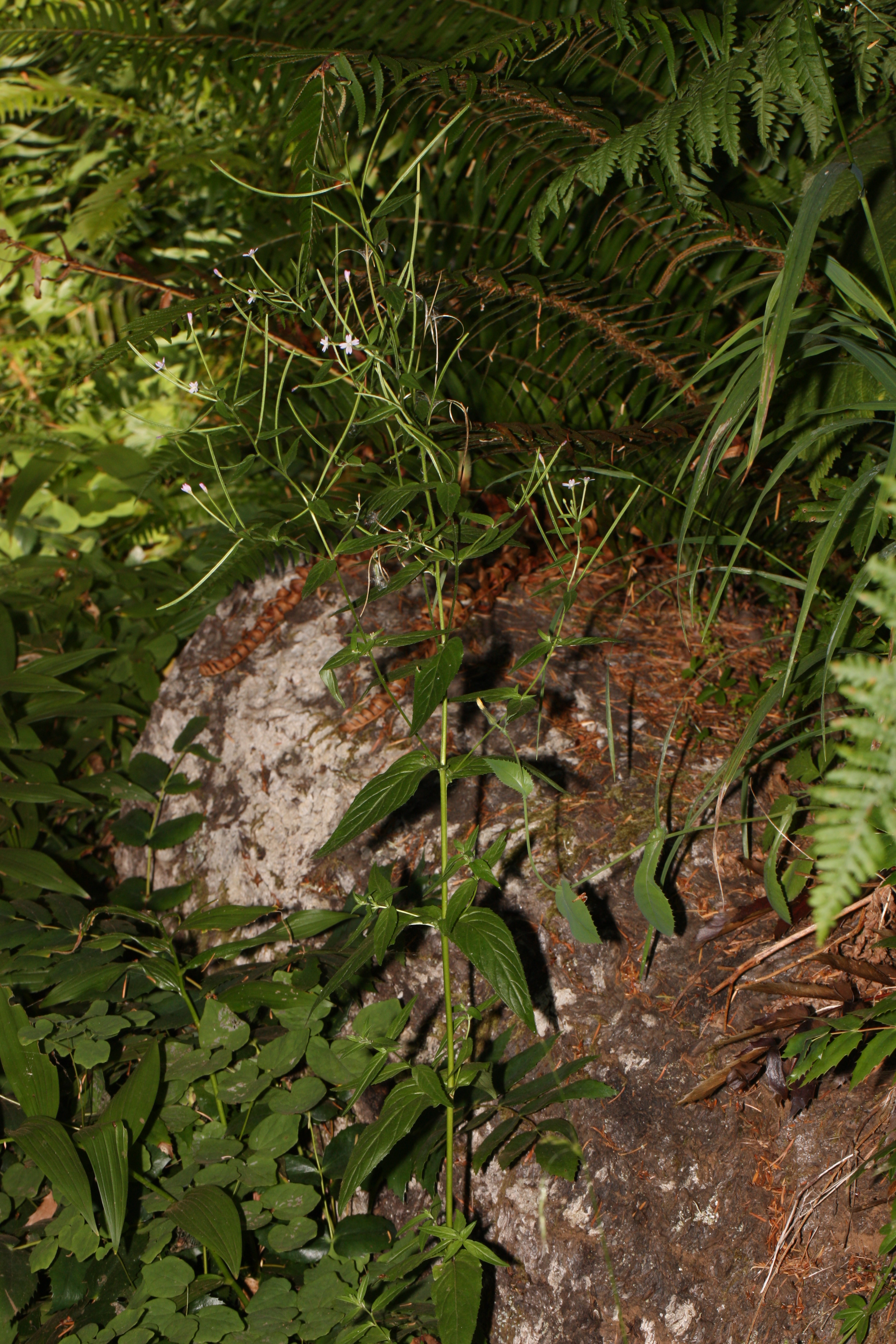
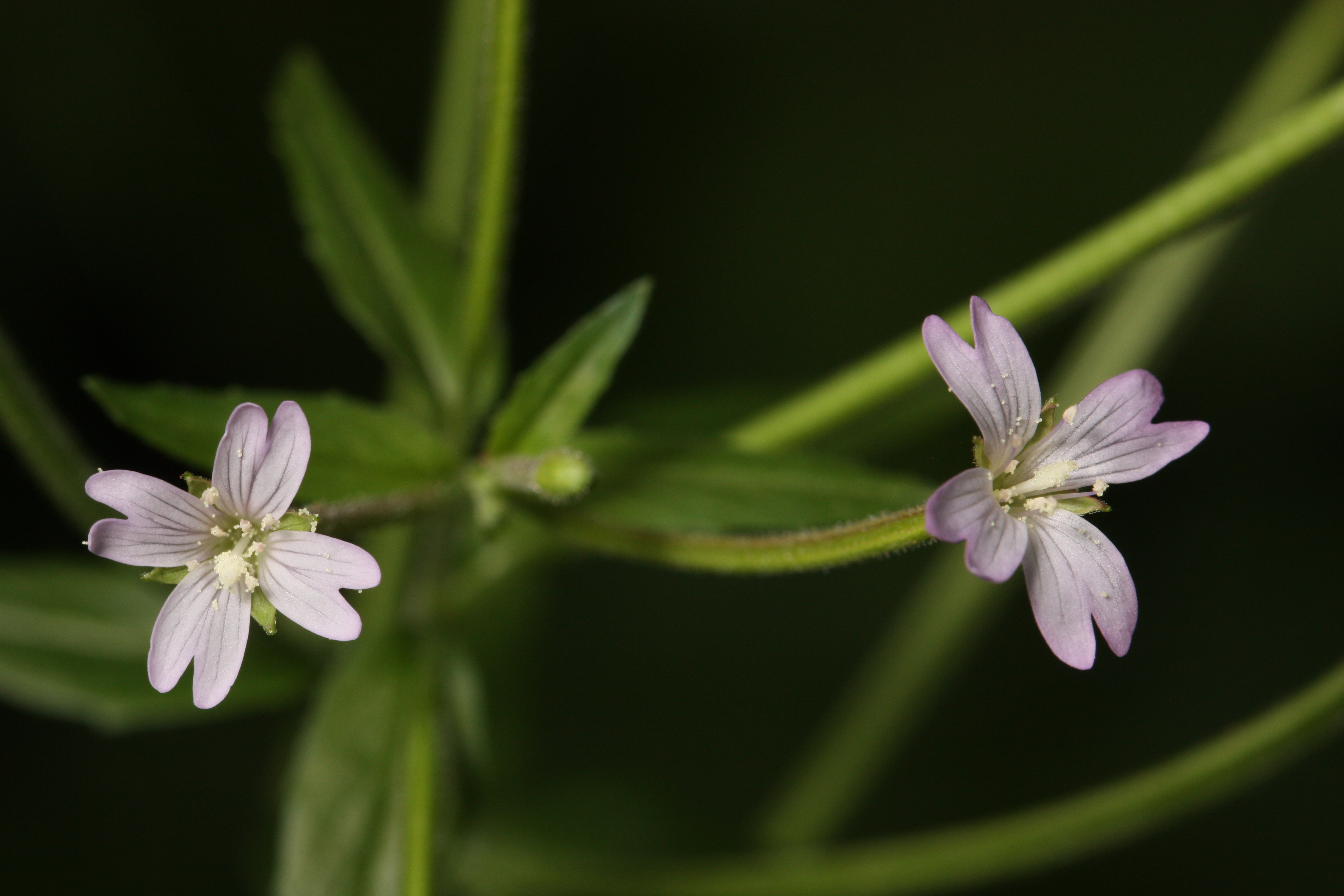
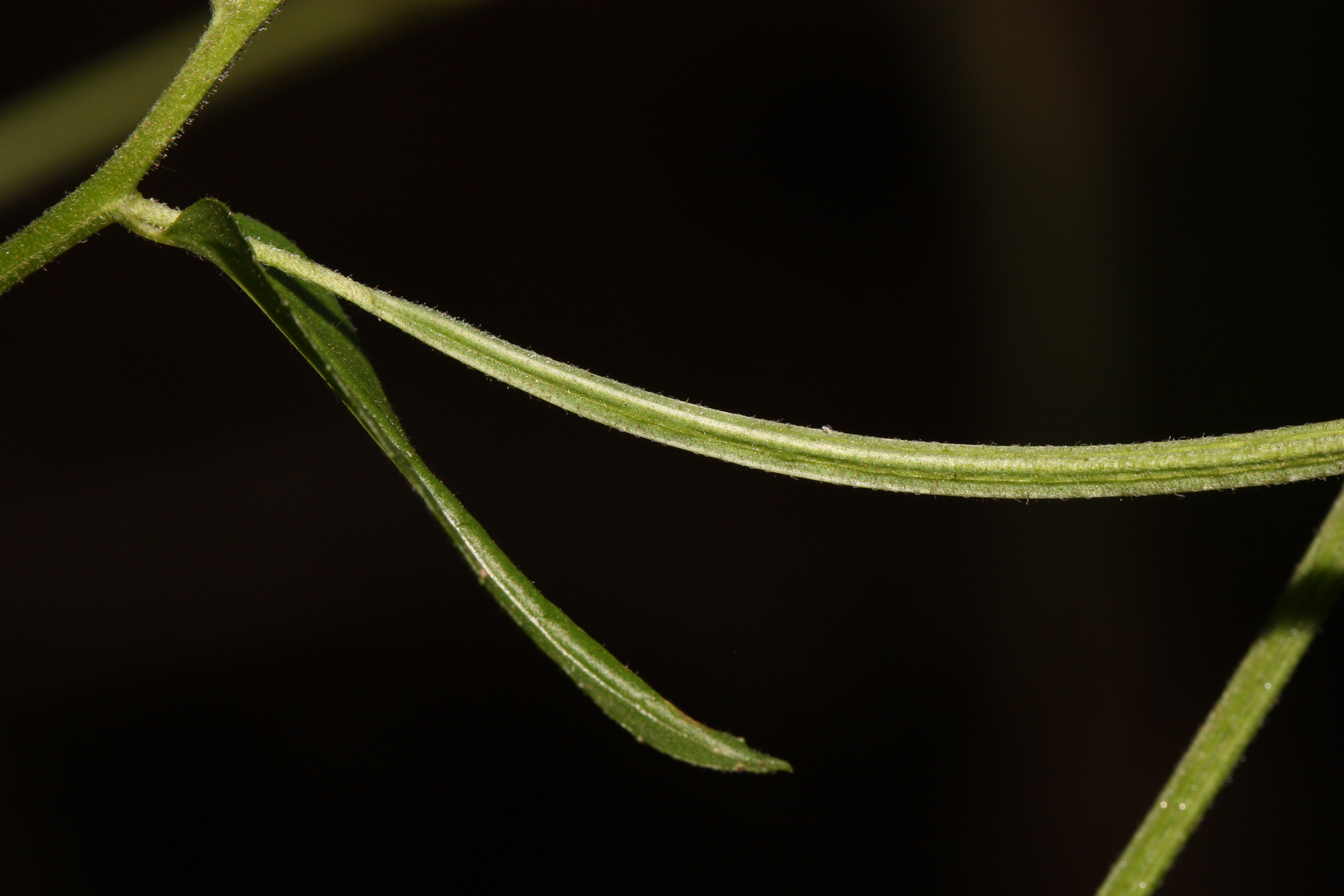
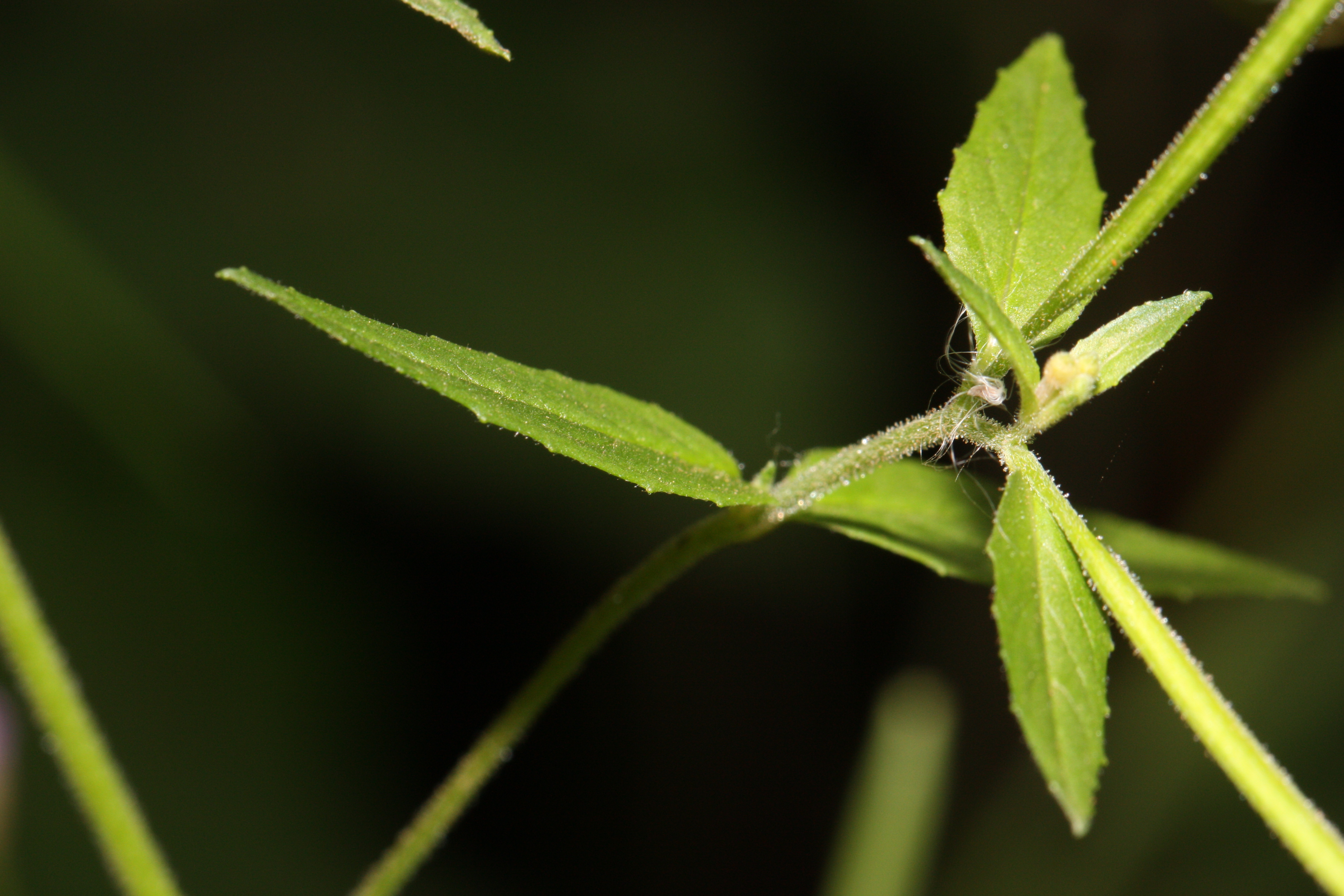
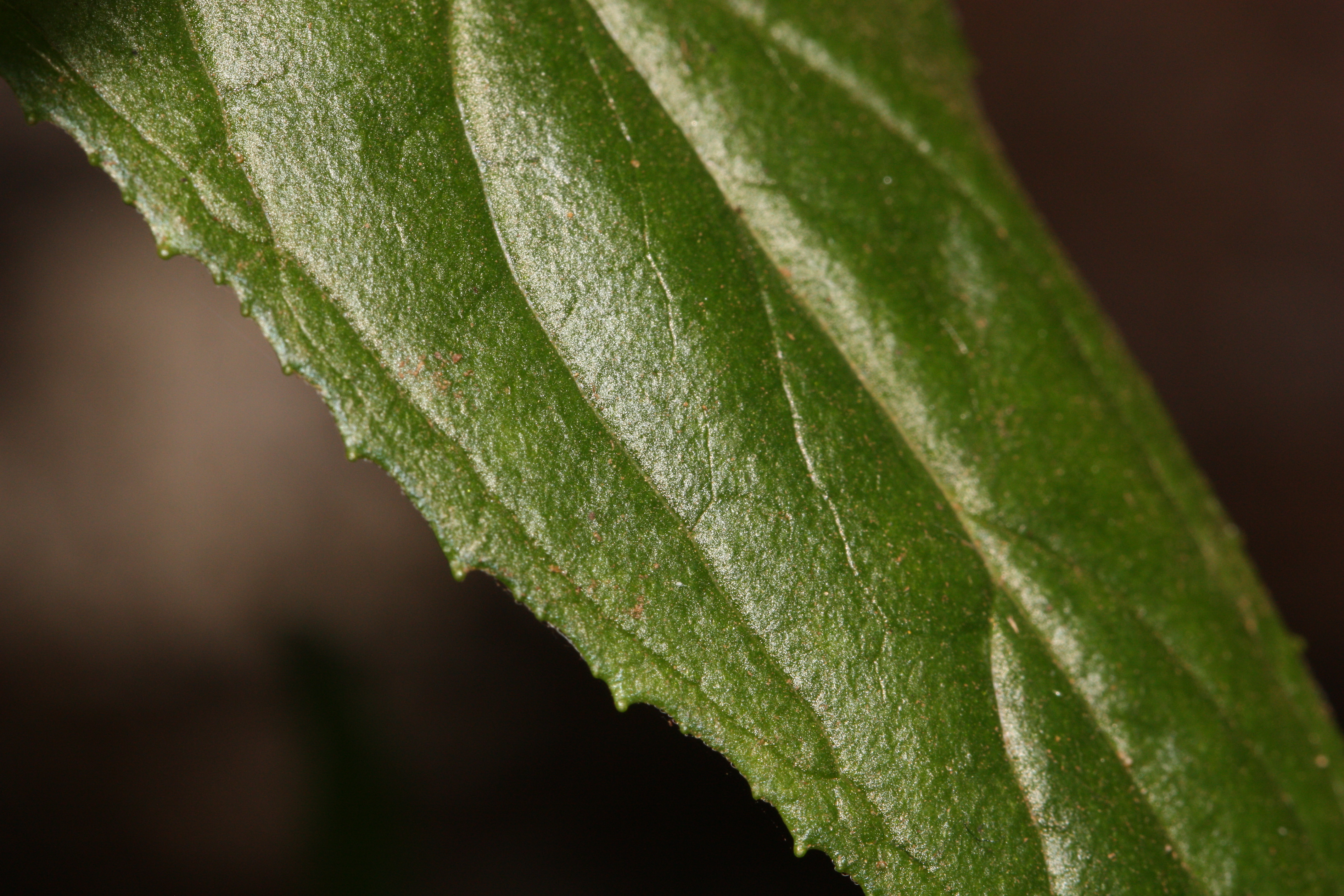
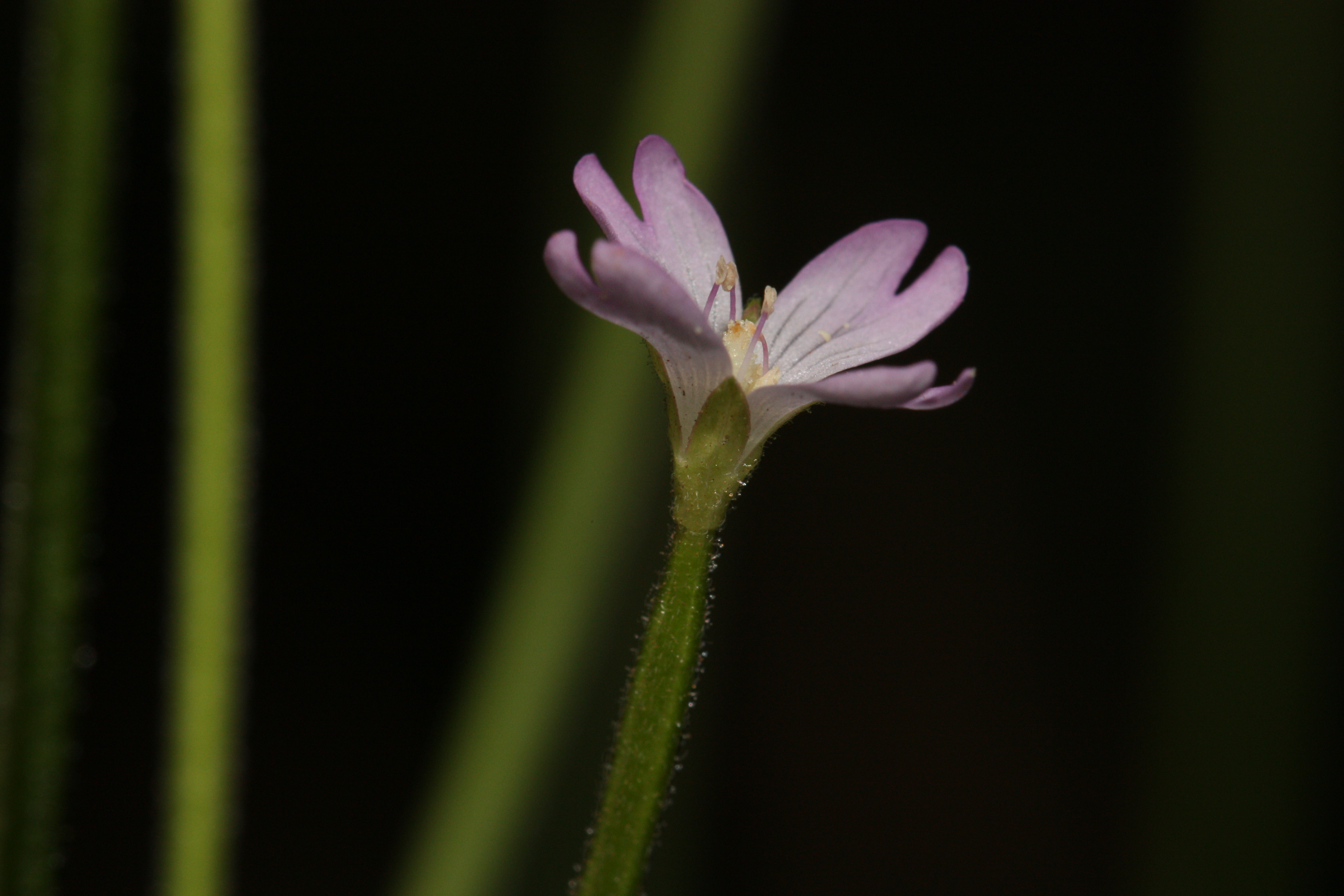